# Amblyiulus festae
Amblyiulus festae är en mångfotingart som först beskrevs av Filippo Silvestri 1895.  Amblyiulus festae ingår i släktet Amblyiulus och familjen kejsardubbelfotingar. Inga underarter finns listade i Catalogue of Life.